# Route 437 (Terre-Neuve-et-Labrador)
Pour les articles homonymes, voir Route 437.
La route 437 est une route tertiaire de la province de Terre-Neuve-et-Labrador d'orientation nord-sud située dans le nord de l'île de Terre-Neuve, sur l'extrême nord-est de la péninsule Northern. Elle est une route faiblement empruntée, reliant la route 436 à Ship Cove, au sud-ouest de L'Anse aux Meadows. Route alternative des routes 430 et 436, elle est nommée Ship Cove Road, suit la rive est de la baie Pistolet, mesure 25 kilomètres, et est une route asphaltée sur l'entièreté de son tracé.

## Communautés traversées
- Raleigh
- Cape Onion
- Ship Cove

## Parc provincial
La 437 frôle la frontière sud-ouest du parc provincial Pistolet Bay, au sud-est de Raleigh